# ریوربند (واشینگتن)
ریوربند (به انگلیسی: Riverbend) یک منطقهٔ مسکونی در ایالات متحده آمریکا است که در شهرستان کینگ، واشینگتن واقع شده‌است. ریوربند ۷٫۸ کیلومتر مربع مساحت و ۲٬۱۳۲ نفر جمعیت دارد و ۱۵۵ متر بالاتر از سطح دریا واقع شده‌است.